# الدوري المصري الممتاز 1998–99
الموسم الثاني والأربعون من الدوري المصري الممتاز لكرة القدم، انتهى بتتويج الأهلي بلقبه الثامن والعشرين والسادس على التوالي. كذلك أنهى الأهلي الموسم دون أي خسارة.

## الأندية المشاركة
| - الأهلي (حامل اللقب) - الزمالك - الإسماعيلي - الاتحاد السكندري - أسوان - غزل المحلة - مزارع دينا | - المصري - المقاولون العرب - بلدية المحلة - المنصورة - الشرقية (صاعد) - الكروم (صاعد) - القناة |

## الترتيب
| الترتيب | النادي            | ل  | ف  | ت  | خ  | له | عليه | ±   | ن  |
| ------- | ----------------- | -- | -- | -- | -- | -- | ---- | --- | -- |
| 1       | الأهلي (ب)        | 26 | 21 | 5  | 0  | 46 | 8    | 38  | 68 |
| 2       | الزمالك           | 26 | 16 | 5  | 5  | 39 | 17   | 22  | 53 |
| 3       | الإسماعيلي        | 26 | 10 | 10 | 6  | 37 | 27   | 10  | 40 |
| 4       | المصري            | 26 | 12 | 4  | 10 | 34 | 30   | 4   | 40 |
| 5       | المنصورة          | 26 | 8  | 8  | 10 | 25 | 25   | 0   | 32 |
| 6       | مزارع دينا        | 26 | 7  | 10 | 9  | 19 | 21   | -2  | 31 |
| 7       | الاتحاد السكندري  | 26 | 7  | 10 | 9  | 25 | 36   | -11 | 31 |
| 8       | المقاولون         | 26 | 7  | 9  | 10 | 20 | 23   | -3  | 30 |
| 9       | الشرقية           | 26 | 8  | 6  | 12 | 23 | 33   | -10 | 30 |
| 10      | القناة            | 26 | 8  | 6  | 12 | 21 | 31   | -10 | 30 |
| 11      | الكروم (م هـ)     | 26 | 8  | 5  | 13 | 28 | 34   | -6  | 29 |
| 12      | غزل المحلة (م هـ) | 26 | 6  | 11 | 9  | 18 | 23   | -5  | 29 |
| 13      | أسوان (هـ)        | 26 | 7  | 6  | 13 | 30 | -18  | 48  | 27 |
| 14      | بلدية المحلة (هـ) | 26 | 5  | 9  | 12 | 17 | 26   | -9  | 24 |

 (ب)= البطل، (هـ)= هبط، (م هـ)= مباراة لتحديد الهابط الثالث، ل= لعب; ف = فوز; ت = تعادل; خ = خسارة; له = أهداف لصالحه; عليه = عليه من الأهداف; ± = فارق الأهداف; ن= نقاط

المصدر: 

## مباراة تحديد الهابط الثالث
| الكروم                                             | 3–2 | غزل المحلة                                   |
| -------------------------------------------------- | --- | -------------------------------------------- |
| أشرف خميس 1' · أحمد مصطفى 10' · حمادة عبد الله 38' |     | محمد يوسف (زيزو) 41' · إكرامي عبد العزيز 60' |

## الهدافون
| الترتيب | اللاعب   | الجنسية | النادي | الأهداف |
| ------- | -------- | ------- | ------ | ------- |
| 1       | حسام حسن | مصر     | الأهلي | 15      |

المصدر: 

## روابط خارجية
- صفحة الموسم على RSSSF
- صفحة الموسم على شبكة كرة القدم المصرية

| بطل الدوري المصري الممتاز 1998–99                                                |
| -------------------------------------------------------------------------------- |
| [[ملف:\|45x32px\|border \|alt=\|link=]] نادي الأهلي (مصر) للمرة الثامنة والعشرين |

| سبقه 1997–98 | الدوري المصري الممتاز 1998–99 | تبعه 1999–2000 |